# Liste der denkmalgeschützten Objekte in Siekierczyn
Grundlage dieser Liste der denkmalgeschützten Objekte in Siekierczyn (Powiat Lubański) in der Woiwodschaft Niederschlesien sind die Listen des Narodowy Instytut Dziedzictwa (NID, deutsch Nationales Institut für Kulturerbe), siehe unter NID-Listen der Woiwodschaften unter "Wykaz zabytków nieruchomych wpisanych do rejestru zabytków" - Liste der unbeweglichen Denkmäler, eingetragen im Register der Denkmäler. 
Die folgenden Angaben ersetzen nicht die rechtsverbindliche Auskunft der Denkmalbehörde.

## Legende
- Lage: Angabe von Ort, Straßenname und Hausnummer des Kulturdenkmals. Der Link Standort führt zu verschiedenen Kartendarstellungen und nennt die Koordinaten des Kulturdenkmals.
- Objekt: Name, Bezeichnung oder die Art des Kulturdenkmals.
- Beschreibung: gibt die baulichen und geschichtlichen Einzelheiten des Kulturdenkmals an, vorzugsweise die Denkmaleigenschaften.
- NID-Nr.: Registriernummer des Kulturdenkmals entsprechend den Listen des Narodowy Instytut Dziedzictwa (NID, deutsch Nationalinstitut für Kulturerbe). Sie identifiziert das Kulturdenkmal eindeutig.
- Bild: zeigt ein Bild des Kulturdenkmals und gegebenenfalls einen Link zu weiteren Fotos des Kulturdenkmals im Medienarchiv Wikimedia Commons.

## Denkmalgeschützte Objekte in der GemeindeSiekierczyn
Die denkmalgeschützten Objekte werden entsprechend der polnischen Denkmalliste nach Ortsteilen aufgelistet.

### Rudzica(Pfaffendorf)
| Lage               | Objekt           | Beschreibung                                          | NID-Nr.    | Bild           |
| ------------------ | ---------------- | ----------------------------------------------------- | ---------- | -------------- |
| Rudzica (Standort) | Katharinenkirche | Pfarrkirche St. Katharina in Rudzica (14. u. 18. Jh.) | A/2053/942 | weitere Bilder |

### Siekierczyn(Geibsdorf)
| Lage                          | Objekt         | Beschreibung                                                           | NID-Nr.     | Bild |
| ----------------------------- | -------------- | ---------------------------------------------------------------------- | ----------- | ---- |
| Siekierczyn (Standort)        | Antoniuskirche | Pfarrkirche Hl. Antonius von Padua (1798–1800, bis 1945 evang. Kirche) | A/1504      | BW   |
| Siekierczyn Nr. 59 (Standort) | Haus Nr. 59    | Haus (18. Jh.)                                                         | A/5433/1500 | BW   |

### Zaręba(Lichtenau)
| Lage                                | Objekt                 | Beschreibung | NID-Nr.    | Bild           |
| ----------------------------------- | ---------------------- | --- | ---------- | -------------- |
| Zaręba (Standort)                   | Kirche                 | ehemals evangelische Kirche, heute römisch-katholische Pfarrkirche Mariä Himmelfahrt, datiert 17./19./20. Jahrhundert. Mit Friedhof und Einfriedung.                                  | A/6049/1   | BW             |
| Zaręba (Standort)                   | Friedhof               | ehemaliger Kirchenfriedhof, 17. Jahrhundert | A/6049/2   | BW             |
| Zaręba ()                           | Einfriedung            | gemauerte Einfriedung, 17. Jahrhundert | A/6049/3   |                |
| Zaręba, ul. Bazaltowa 3 (Standort)  | Schloss                | Schloss in Nieder Lichtenau im Stil der Neorenaissance (18. Jh., 1849) | A/5508/267 | weitere Bilder |
| Zaręba, ul. Parkowa 2, 4 (Standort) | Schloss                | Schlossanlage in Ober Lichtenau. Schloss im Stil der englischen Tudorgotik (Mitte des 19. Jhs.), errichtet durch Gräfin Vitzthum von Eckstädt Mit Wirtschaftsgebäuden und Parkanlage. | 473/A/05/1 | weitere Bilder |
| Zaręba ()                           | Westliche Nebengebäude | Stall mit Kutschenhaus, 2. Hälfte des 19. Jahrhunderts. Zugehörig zur Schlossanlage.                                                                                                  | 473/A/05/2 |                |
| Zaręba ()                           | Parkanlage             | angelegt im 19. Jahrhundert, zugehörig zur Schlossanlage. | 473/A/05/3 |                |